# سد أسفالو
سد أسفَلو هو أحد السدود المائية على واد أسفلو شمال المملكة المغربية. يقع شمال مدينة فاس بإقليم تاونات-مرنيسة، ويعتبر سد اسفلو وجهة سياحية جد رائعة حيث يتميز بمجموعة من المناظر الطبيعية الخلابة ويضم حقينة مائية قدرها 320 مليون متر مكعب.
اتفاع أو عمق المياه 112 متر، يعتبر من بين اعمق سدود المغرب نضرا لوجوده محاطا بسلسلتين جبليتن.